# Djèrègbè
Djèrègbé (ou Djregbé, Djerigbe, Geregbe, Gerigbe) est un arrondissement situé dans la commune de Sèmè-Kpodji et le département de l'Ouémé, dans le Sud du Bénin. Il est composé de 8 villages – dont Djèrègbé 1 et Djèrègbé Houèla – et quartiers. Le dirigeant de la localité depuis [Quand ?] est Denis Djogue.

## Démographie

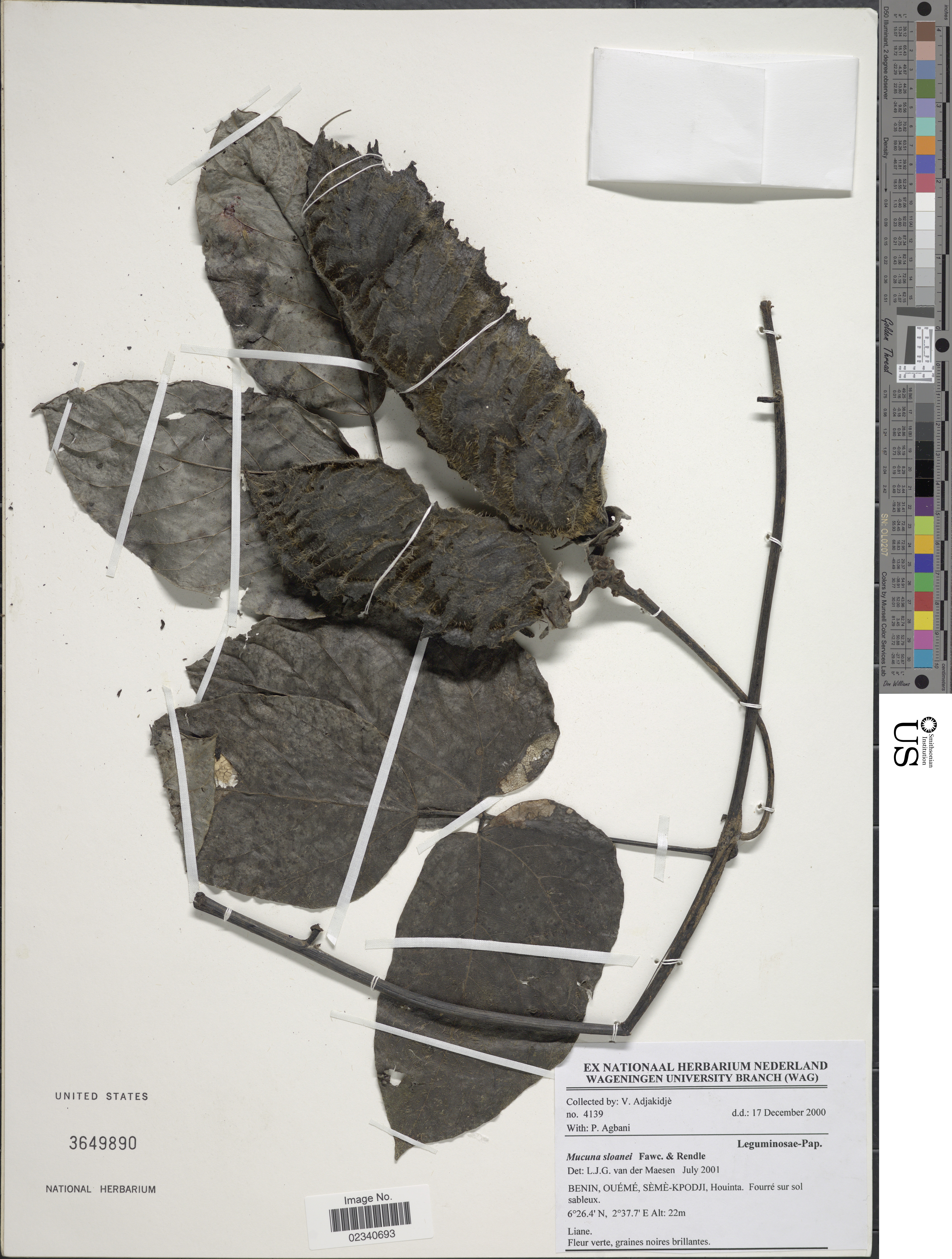
Spécimen de Mucuna sloanei récolté à Houinta.

Lors du recensement de 2013 (RGPH4), l'arrondissement de Djrègbè comptait 20 462 habitants, pendant que le village du même nom en comptait 9 850.

## Culture
La culture traditionnelle est celle dominante dans la localité. On a le Vodoun et autres. La fête du vodoun est célébrée tous les ans le 10 janvier et est une fête qui regroupe la majeure partie de la population. Le catholicisme et d'autres religions prennent de la place.

## Personnalités nées à Djèrègbè
- Richard Adjaho, homme politique et diplomate